# バナナマンのBSはササルTV ズブズブスペシャル!
『BS民放5局共同制作特番 BS5局で生放送 バナナマンのBSはササルTV ズブズブスペシャル!』（バナナマンのビーエスはささるてれび ずぶずぶすぺしゃる）は2021年3月20日に放送された在京キー局系のBS衛星放送5社（BSフジ・BS日テレ・BSテレ東・BS朝日・BS-TBS）共同制作の特別番組である。

## 概要
バナナマンを総合司会に迎え、BSフジを皮切りに5局で90分ずつのリレー生放送を行う。BS民放5局共同特別番組はほぼ毎年1回制作し、放送されているが、2020年は制作されなかったため、2019年12月1日に放送した『鶴瓶&安住の放送局漫遊記』以来、1年3か月ぶりとなった。
それぞれの時間帯毎に設定されたテーマに関連する番組の出演者がフジテレビ本社・V4スタジオに集まり、自身の番組の"ササルシーン"や過去の出演者から"ササリビト"をピックアップする。スタジオ出演者の他、各テーマに関するゲストがリモートで出演。第5部終了後のグランドフィナーレは全局同時に生放送し、各番組で紹介された"ササリビト"から"ササリビト大賞"を選出する。
また、番組のトーク中に日村がウォーキングが趣味が立ち食いそばを食べる番組がやりたいと願望したら、同じ年の2021年10月にBS朝日が「バナナマン日村が歩く! ウォーキングのひむ太郎」が始まることになった。

## タイムテーブル
- 第1部（13:00 - 14:30）…BSフジ『食』
- 第2部（14:30 - 16:00）…BS日テレ『アウトドア』
- 第3部（16:00 - 17:30）…BSテレ東『報道』
- 第4部（17:30 - 19:00）…BS朝日『旅』
- 第5部（19:00 - 20:30）…BS-TBS『DEEP』
- グランドフィナーレ（20:30 - 21:00）…BS5局同時放送

## 内容・出演者
総合MC
- バナナマン（設楽統・日村勇紀） - YOUは何しに日本へ Classic、バナナマンのせっかくグルメ!!傑作選

視聴者代表ゲスト
両名ともリモートで出演。
- 松嶋尚美
- つぶやきシロー

アシスタント
自局の担当時間帯及びグランドフィナーレに出演。
- 山崎夕貴（フジテレビアナウンサー）
- 笹崎里菜（日本テレビアナウンサー）
- 角谷暁子（テレビ東京アナウンサー）
- 斎藤ちはる（テレビ朝日アナウンサー）
- 宇内梨沙（TBSアナウンサー）[6]

### 第1部・食
- 植野広生（dancyu編集長） - 日本一ふつうで美味しい植野食堂 by dancyu
- 杉浦太陽 - 旬感レシピ
- 武田梨奈 - ワカコ酒
- 新井恵理那 - 美女と焼肉
- 玉袋筋太郎（浅草キッド） - 町中華で飲ろうぜ

ゲスト
- 大食いらすかる - 大食いユーチューバー

### 第2部・アウトドア
- 田中ケン - 極上!三ツ星キャンプ Season2
- ちょもか - ソロキャン女子が行く!自転車キャンピングカー旅
- とよた真帆 - とよた真帆のDIY日和
- 原田龍二 - 原田龍二の一湯入魂
- 原西孝幸（FUJIWARA） - 原西フィッシング倶楽部!

ゲスト
- ゆきゆき - 釣りユーチューバー

### 第3部・報道
- 山川龍雄（日経ビジネス編集委員） - 日経プラス10サタデー ニュースの疑問
- 田原総一朗 - 激論!クロスファイア
- パトリック・ハーラン（パックンマックン） - 報道1930
- 反町理（フジテレビ報道局解説委員長） - BSフジLIVE プライムニュース
- 右松健太（日本テレビ報道局記者） - 深層NEWS

### 第4部・旅
- 林家たい平 - 新 鉄道・絶景の旅
- 馬場裕之（ロバート） - 走る別荘!車中泊の旅
- つるの剛士 - つるのたび キャンピングカーで出かけよう!
- 友近 - 友近・礼二の妄想トレイン
- アキヤマン（ロバート・秋山竜次） - 空からオジャマします 〜ニッポン冒険飛行〜

ゲスト
- スーツ - 自身のYouTubeチャンネルでの生配信を同時に行い、成田湯川駅でのスカイライナーの通過の様子を伝えた。

### 第5部・DEEP
- サンシャイン池崎 - ねこ自慢
- 岡田圭右（ますだおかだ） - クイズ!脳ベルSHOW
- 山田五郎 - ぶらぶら美術・博物館
- アンガールズ （山根良顕・田中卓志）- 突撃!隣のスゴイ家
- ヒャダイン - サウナを愛でたい

ゲスト
- 美咲 - サウナユーチューバー

## スタッフ
- ナレーション：服部潤
- 美術：フジアール
- CG：テレサイト
- テロップ：デジデリック
- マルチシステム：東京TUBE
- 照明：フジ・メディア・テクノロジー
- 音効：ヴェントゥオノ
- 構成：すずきB
- タイトル：佐藤リッキー
- TK：山本悦子
- AP：廣瀬益己、仁尾俊介、中山佳祐、花塚増央
- 演出：山下俊一、高橋優介、相澤幸一、若林倫也
- プロデューサー：風間直美、望月麻未
- 総合演出：尾形征輝
- 演出プロデューサー：小松純也
- 編成：山田和輝（BS日テレ）、有賀史英（BS朝日）、滝島拓（BS-TBS）、石井成臣（BSテレ東）、菅野達也（BSフジ）
- 制作協力：アクロ、ホールマン
- 制作・技術協力：共同テレビジョン
- 制作著作：BS日テレ、BS朝日、BS-TBS、BSテレ東、BSフジ